# Bryan Heynen
Bryan Heynen (Bree, 6 februari 1997) is een Belgisch voetballer. Hij is een middenvelder en staat onder contract bij KRC Genk, waar hij kapitein is en doorstroomde vanuit de eigen jeugdopleiding. Heynen debuteerde in 2025 in het Belgisch voetbalelftal.

## Carrière

### KRC Genk
Heynen begon op vijfjarige leeftijd te voetballen bij het lokale Opitter FC. Een jaar later sloot hij zich op zesjarige leeftijd aan in de jeugdacademie van profclub KRC Genk nadat ze hem ontdekt hadden op een zomerkamp dat door Genk georganiseerd werd. Heynen doorliep bij Genk alle jeugdreeksen en werd in de voorbereiding van het seizoen 2015/16 door trainer Peter Maes opgenomen in de selectie van het eerste elftal. Op 25 juli 2015 debuteerde hij in de Jupiler Pro League op de openingsspeeldag van het seizoen 2015/16 tegen OH Leuven. Heynen viel na 66 minuten in voor Wilfred Ndidi. Zes dagen later viel hij reeds aan de rust in voor Ndidi in de uitwedstrijd tegen AA Gent. Op 7 augustus 2015 mocht Heynen van coach Maes voor het eerst in de basiself starten tegen SV Zulte Waregem. Hij speelde de volledige wedstrijd. Door een zware knieblessure die hij in november 2017 op training opliep kwam hij in het seizoen 2017/2018 weinig aan spelen toe.
Op 20 december 2018 maakte Genk bekend dat Heynen zijn contract bij hen verlengd had tot de zomer van 2023. Na drie seizoenen schommelen tussen basis en bank slaagde hij er in het seizoen 2018/19 in om een vaste basisplaats te veroveren in het elftal van coach Philippe Clement. Op 16 mei 2019 werd hij met Genk landskampioen op het veld van RSC Anderlecht, Heynen maakte in deze wedstrijd het enige Genkse doelpunt. Nog voor aanvang van het daaropvolgende seizoen won hij opnieuw een prijs met Genk, KV Mechelen werd met 3-0 verslagen in de Belgische Supercup. Heynen speelde in deze wedstrijd de volle 90 minuten. Op 23 november 2019 liep hij opnieuw een zware knieblessure op die meteen een einde aan het seizoen 2019/2020 voor hem maakte.
Na 341 dagen in de lappenmand maakte Heynen op 30 oktober 2020 zijn rentree voor Genk, in de competitiewedstrijd tegen KAS Eupen mocht hij na 68 minuten invallen voor Patrik Hrošovský. Genk won deze wedstrijd uiteindelijk ook met 4-0. Onder de nieuwe coach John van den Brom wist Heynen zich snel opnieuw in de basisploeg te spelen. Bij zijn tweede basisplaats op 28 november 2020 in de uitwedstrijd tegen Cercle Brugge scoorde hij zijn eerste goal sinds zijn rentree in de 1-5 overwinning voor Genk. Op 24 januari 2021 speelde Heynen in de uitwedstrijd tegen Club Brugge zijn 150ste officiële wedstrijd voor Genk.
Nadat doelman Danny Vukovic zijn plek in het Genkse basiselftal in februari 2021 verloor mocht Heynen de aanvoerdersband bij de Limburgers dragen. Hij is de eerste Limburgse aanvoerder sinds Leandro Trossard in 2019. Op 11 maart 2021 werd het contract van Heynen bij Genk verlengd tot juni 2026. In april 2021 won hij met Genk de Beker van België door in de finale Standard Luik met 1-2 te verslaan. Als aanvoerder mocht Heynen deze trofee de lucht insteken.
Op 11 maart 2025 maakte Genk bekend dat het contract van Heynen verlengt werd tot de zomer van 2029.

## Statistieken
| Seizoen         | Club            | Land            | Competitie      | Competitie | Competitie | Beker | Beker | Supercup | Supercup | Europees | Europees | Totaal | Totaal |
| Seizoen         | Club            | Land            | Competitie      | Wed.       | Dlp.       | Wed.  | Dlp.  | Wed.     | Dlp.     | Wed.     | Dlp.     | Wed.   | Dlp.   |
| --------------- | --------------- | --------------- | --------------- | ---------- | ---------- | ----- | ----- | -------- | -------- | -------- | -------- | ------ | ------ |
| 2015/16         | KRC Genk        | Vlag van België | Eerste Klasse A | 10         | 0          | 2     | 0     | —        | —        | —        | —        | 12     | 0      |
| 2016/17         | KRC Genk        | Vlag van België | Eerste Klasse A | 33         | 0          | 4     | 0     | —        | —        | 13       | 1        | 50     | 1      |
| 2017/18         | KRC Genk        | Vlag van België | Eerste Klasse A | 10         | 0          | 1     | 0     | —        | —        | —        | —        | 11     | 0      |
| 2018/19         | KRC Genk        | Vlag van België | Eerste Klasse A | 35         | 5          | 2     | 0     | —        | —        | 7        | 1        | 44     | 6      |
| 2019/20         | KRC Genk        | Vlag van België | Eerste Klasse A | 14         | 1          | 1     | 1     | 1        | 0        | 4        | 0        | 20     | 2      |
| 2020/21         | KRC Genk        | Vlag van België | Eerste Klasse A | 29         | 2          | 4     | 0     | —        | —        | —        | —        | 33     | 2      |
| 2021/22         | KRC Genk        | Vlag van België | Eerste Klasse A | 38         | 5          | 1     | 0     | 1        | 0        | 7        | 0        | 47     | 5      |
| 2022/23         | KRC Genk        | Vlag van België | Eerste Klasse A | 39         | 11         | 3     | 0     | —        | —        | —        | —        | 42     | 11     |
| 2023/24         | KRC Genk        | Vlag van België | Eerste Klasse A | 25         | 6          | 1     | 0     | —        | —        | 9        | 2        | 35     | 8      |
| 2024/25         | KRC Genk        | Vlag van België | Eerste Klasse A | 36         | 0          | 4     | 0     | —        | —        | —        | —        | 40     | 0      |
| 2025/26         | KRC Genk        | Vlag van België | Eerste Klasse A | 3          | 0          | 0     | 0     | —        | —        | 0        | 0        | 3      | 0      |
| Carrière totaal | Carrière totaal | Carrière totaal | Carrière totaal | 272        | 30         | 23    | 1     | 2        | 0        | 40       | 4        | 337    | 35     |

## Interlandcarrière

### Jeugdinternational
Begin 2013 werd Heynen voor het eerst opgeroepen voor de U16-ploeg van het Belgisch voetbalelftal. In maart 2017 werd hij door bondscoach Johan Walem opgeroepen voor de nationale beloftenploeg. Op 27 maart 2017 maakte hij zijn debuut in de EK-kwalificatiewedstrijd tegen Malta, Heynen startte in de basis en gaf in de 54ste minuut een assist voor de 2-0 gescoord door Dion Cools. Na 86 minuten werd hij gewisseld voor Aaron Leya Iseka, de wedstrijd eindigde uiteindelijk in een 2-1 overwinning voor België. Met deze lichting plaatste hij zich in oktober 2018 voor het EK voetbal onder 21 dat in juni 2019 in Italië en San Marino plaatsvond. Op dit EK stond Heynen in alle drie de groepswedstrijden in de basis, hij geraakte met België echter niet voorbij de groepsfase.
| Nationale ploeg | wedstrijden | Goals |
| --------------- | ----------- | ----- |
| België U16      | 3           | 0     |
| België U21      | 12          | 0     |
| Totaal          | 15          | 0     |

### A-team
Op 14 maart 2025 werd Heynen, op 28-jarige leeftijd, voor het eerst opgeroepen voor het A-team van het Belgisch voetbalelftal. De nieuwe bondscoach Rudi Garcia nam hem op in zijn eerste selectie voor de dubbele interland tegen Oekraïne. Ook Nicolas Raskin, Jorthy Mokio en Senne Lammens behoorden voor het eerst tot de selectie. De middenvelder mocht op 23 maart in de tweede interland tegen Oekraïne in het stadion van KRC Genk invallen. Hij verving Raskin in de negentigste minuut.

### Interlands
| Interlands van Bryan Heynen voor België | Interlands van Bryan Heynen voor België | Interlands van Bryan Heynen voor België | Interlands van Bryan Heynen voor België | Interlands van Bryan Heynen voor België | Interlands van Bryan Heynen voor België |
| Als speler bij KRC Genk                 | Als speler bij KRC Genk                 | Als speler bij KRC Genk                 | Als speler bij KRC Genk                 | Als speler bij KRC Genk                 | Als speler bij KRC Genk                 |
| No.                                     | Datum                                   | Wedstrijd                               | Uitslag                                 | Soort Wedstrijd                         | Doelpunten                              |
| --------------------------------------- | --------------------------------------- | --------------------------------------- | --------------------------------------- | --------------------------------------- | --------------------------------------- |
| 1.                                      | 23 maart 2025                           | België – Oekraïne                       | 3 – 0                                   | UEFA Nations League 2024/25 barrages    | -                                       |
| Totaal                                  | Totaal                                  | Totaal                                  | Totaal                                  | Totaal                                  | 0                                       |

Bijgewerkt t/m 23 maart 2025.

## Palmares
| Competitie         |          |          |          |          |
| Competitie         | Aantal   | Jaren    |          |          |
| KRC Genk           | KRC Genk | KRC Genk | KRC Genk | KRC Genk |
| ------------------ | -------- | -------- | -------- | -------- |
| Belgisch kampioen  | 1x       | 2018/19  |          |          |
| Belgische Supercup | 1x       | 2019     |          |          |
| Beker van België   | 1×       | 2020/21  |          |          |
| Individueel        |          |          |          |          |
| Goal van het jaar  | 1x       | 2022     |          |          |